# Hyalurgus atratus
Hyalurgus atratus är en tvåvingeart som beskrevs av Louis-Paul Mesnil 1967. Hyalurgus atratus ingår i släktet Hyalurgus och familjen parasitflugor. Inga underarter finns listade i Catalogue of Life.